# 창원 다이노스
창원 다이노스(Changwon Dinos)는 경상남도 창원시를 연고지로 삼고 KBO 퓨처스리그에 소속되어 있는 NC 다이노스의 2군 구단이다. 마산종합운동장 야구장을 홈경기장으로 하고, 2018년 현재의 팀명으로 변경되었다.

## 시즌 요약

### 2015년 고양 다이노스 시즌
7월 17일 수원야구장에서 열린 제9회 KBO 퓨처스 올스타전에서 구창모, 강민국 유영준 김준완이 선발됐다.
102경기 52승 43패 7무 승률 0.547로 중부리그 1위로 시즌을 마무리했다. 시즌 후 김태진은 0.402의 타율로 퓨처스리그 최고 타율상, 조평호는 82타점으로 최다 타점상을 받았다.

### 2016년 고양 다이노스 시즌
지역 밀착 마케팅을 펼친 끝에 5월 22일 상무 피닉스 야구단과의 특별 홈경기에서 누적 관중 1만명(1만40명)을 돌파했다.
2016년 KBO 퓨처스리그에서 조평호, 강구성 등의 활약에 힘입어 북부리그 2위로 시즌을 마무리했다.
시즌 동안 구단 재원을 조달하기 위해 지역 기업과 다양한 자영업자 등을 대상으로 ‘스폰서십 마케팅 프로그램’을 운영하고, 유료 관중제를 실시했다.

### 2017년 고양 다이노스 시즌
2017년 시즌 전 김민호 코치를 타격코치로, 송재익 코치를 수비코치로 영입했다.

## 역대 순위
| 연도 | 감독   | 경기 | 승리 | 무승부 | 패전 | 승률  | 타율  | 안타 | 홈런 | 도루 | 득점 | 실점 | 평균자책점 | 순위         |
| ---- | ------ | ---- | ---- | ------ | ---- | ----- | ----- | ---- | ---- | ---- | ---- | ---- | ---------- | ------------ |
| 2012 | 김경문 | 100  | 60   | 5      | 35   | 0.632 | 0.259 | 849  | 64   | 129  | 468  | 349  | 3.30       | 남부리그 1위 |
| 2013 | 한문연 | 100  | 44   | 6      | 50   | 0.468 | 0.278 | 949  | 45   | 141  | 543  | 503  | 4.57       | 남부리그 4위 |
| 2014 | 한문연 | 90   | 40   | 5      | 45   | 0.471 | 0.270 | 823  | 47   | 144  | 479  | 464  | 4.70       | 남부리그 3위 |
| 2015 | 한문연 | 102  | 52   | 7      | 43   | 0.547 | 0.318 | 1143 | 78   | 166  | 681  | 600  | 5.39       | 중부리그 1위 |
| 2016 | 한문연 | 96   | 50   | 4      | 42   | 0.543 | 0.297 | 990  | 57   | 119  | 584  | 570  | 5.48       | 북부리그 2위 |
| 2017 | 한문연 |      |      |        |      |       |       |      |      |      |      |      |            |              |
| 합계 | 5시즌  | 488  | 246  | 27     | 215  | 0.534 |       | 4754 | 291  | 699  | 2755 | 2486 |            |              |

## 역대 선발진

### NC 다이노스 N팀
| 연도 | 1선발  | 2선발  | 3선발  | 4선발  | 5선발  |
| ---- | ------ | ------ | ------ | ------ | ------ |
| 2012 | 이재학 | 노건우 | 김태형 | 김기현 | 오현민 |

### NC 다이노스 C팀
| 연도 | 1선발  | 2선발  | 3선발  | 4선발  | 5선발  |
| ---- | ------ | ------ | ------ | ------ | ------ |
| 2013 | 변강득 | 장현식 | 임정호 | 이형범 | 손정욱 |
| 2014 | 이태양 | 민태호 | 김희원 | 노건우 | 최금강 |

### 고양 다이노스
| 연도 | 1선발  | 2선발  | 3선발  | 4선발  | 5선발  |
| ---- | ------ | ------ | ------ | ------ | ------ |
| 2015 | 민태호 | 손정욱 | 류진욱 | 박명환 | 구창모 |
| 2016 | 임서준 | 최상인 | 강장산 | 배재환 | 장현식 |
| 2017 | 최성영 | 김태현 | 김희원 | 정수민 | 배재환 |
| 2018 | 윤강민 | 공수빈 | 이도현 | 김시훈 | 김건태 |

### 창원 다이노스
| 연도 | 1선발  | 2선발  | 3선발  | 4선발  | 5선발  |
| ---- | ------ | ------ | ------ | ------ | ------ |
| 2019 | 신민혁 | 정수민 | 윤강민 | 송명기 | 김시훈 |
| 2020 | 이호중 | 박진우 | 배민서 | 박지한 | 김진호 |
| 2021 | 강동연 | 김진호 | 김시훈 | 강태경 | 김태경 |
| 2022 | 김태경 | 김녹원 | 이용준 | 이준혁 | 전사민 |
| 2023 | 이준호 | 정구범 | 신영우 | 이현우 | 전사민 |
| 2024 | 이용준 | 목지훈 | 신영우 | 최성영 | 임상현 |

## 역대 마무리
| 2012   | 2013   | 2014   | 2015   | 2016   | 2017   | 2018   | 2019   |
| ------ | ------ | ------ | ------ | ------ | ------ | ------ | ------ |
| 김진성 | 윤강민 | 김성계 | 이혜천 | 민태호 | 강장산 | 이준평 | 이우석 |
| 2020   | 2021   | 2022   | 2023   | 2024   | 2025   | 2026   | 2027   |
| 김진성 | 이우석 | 임지민 | 임지민 | 전루건 |        |        |        |

## 사회공헌 활동

### 2015년
- 5월 5일 고양 국가대표 야구훈련장에서 열리는 KIA 타이거즈와의 경기 전에 어린이날을 맞이해 낮 12시부터 야구장 주차장에 설치된 '공룡 체험존', '페이스 페인팅(face painting)존', '야구 체험존' 행사를 열였다.[6]
- 8월 1일 8월 2일 홈경기에서 도드람포크와 돼지고기를 무제한 제공하는‘우리 동네 야구장 무제한 고기파티’행사를 진행했다. 또한, 선수들이 기증한 야구용품을 판매하는 플리마켓과 선수단 감사의 하이파이브, 아빠와 함께하는 캐치볼, 야구장 투어 등의 이벤트도 진행됐다.[7]
- 12월 5일 고양시 홀트학교에서 학생들과 함께하는 야구 교실을 열었다. 행사에서 강장산, 김학성 등 선수와 박종훈 고양 본부장 등을 비롯한 임직원들이 야구교실을 열고 홀트학교 학생 30여명과 캐치볼, 미니 T볼 게임 등을 함께했다. 야구교실이 끝난 뒤에는 홀트학교 학생들에게 T볼 세트와 선수단 사인볼을 선물했다.[8]

## 같이 보기
- NC 다이노스